# Polla fuscata
Polla fuscata är en fjärilsart som beskrevs av W. Warren 1905. Polla fuscata ingår i släktet Polla och familjen mätare. Inga underarter finns listade i Catalogue of Life.